# Super Aguri SA08
O SA08 é o modelo da ex-equipe Super Aguri da temporada de 2008 da F1. 
Foi guiado por Takuma Sato e Anthony Davidson nos 4 primeiros GP's de 2008.